# FastTracker 2
FastTracker 2（又称为FastTracker II，简称FT2） 是一种音乐音序器软件，由演景组织Triton的Fredrik "Mr. H" Huss和Magnus "Vogue" Högdahl编写，他们在1992年加入演景并赢得了一些比赛之后，编写了他们自己的音序器软件。该软件是用Pascal语言编写的，可在MS-DOS下直接运行。该软件用于制作模块音乐，文件扩展名为.xm。

## 架构和特点
FastTracker 2的界面主要启发于Amiga的ProTracker。它的界面上半部分左侧为模块的基本设置和示波器，右侧为音色选择器；下半部分为乐段（Pattern）编辑器，同时可以切换到采样编辑器和乐器编辑器。同时FT2还包含了一个贪吃蛇游戏（Nibbles）和内置文档。

### 乐段

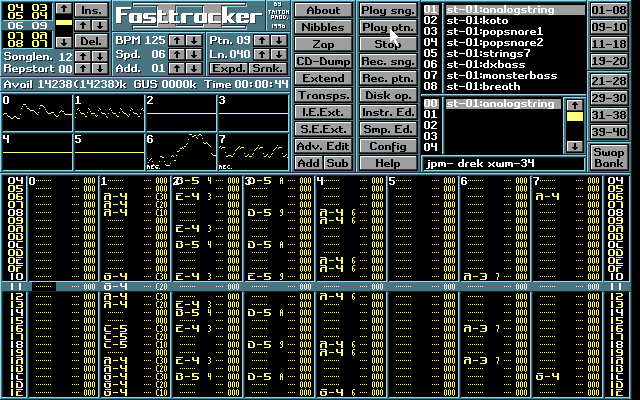
一个FT2截图，其下方显示音符数据。

乐段（Pattern）本质上是乐谱。一个乐段由若干个行组成（默认64行，最高1024行），并分为多个轨道。在轨道中一行只能包含一个音符。音符的表示如下：
```
 C#4 02 20 R11
```

这表示一个在第四个八度的升C音符；“02”表示使用第二个乐器；“20”表示十六进制下的音量，范围为00H-40H；最后一列为效果器，此处为Retriggering效果。
一个模块音乐由多个乐段组成，音乐家可以自定义其播放顺序来决定最终的曲子结构。